# Cyclooxygénase 1
La cyclooxygénase 1, ou COX-1, est une cyclooxygénase qui catalyse la conversion de l'acide arachidonique, libéré des phospholipides membranaires sous l'action d'une phospholipase A2, en prostaglandine H2 avec la prostaglandine G2 comme intermédiaire réactionnel. Cette enzyme est codée par le gène PTGS1 situé, chez l'Homme, sur le chromosome 9,. C'est l'enzyme centrale de la biosynthèse des prostaglandines à partir de l'acide arachidonique : ce dernier donne d'abord la prostaglandine G2 sous l'action dioxygénase de l'enzyme, puis cet intermédiaire donne la prostaglandine H2 sous l'action peroxydase de la COX-1 ; la prostaglandine H2 est un précurseur important de la prostacycline, exprimée au cours de l'inflammation. La protéine COX-1 a été isolée dans les années 1970 et clonée en 1988,.